# Équipe Mercury
 (mai 2025).
Si vous disposez d'ouvrages ou d'articles de référence ou si vous connaissez des sites web de qualité traitant du thème abordé ici, merci de compléter l'article en donnant les références utiles à sa vérifiabilité et en les liant à la section « Notes et références ».
L'Équipe Mercury (ou Mercury Team en VO) est un groupe de super-héros appartenant à l'univers de Marvel Comics. Leur première apparition date de Carnage #2 en 2011.

## Origines
L'équipe a été constituée d'un quatuor de soldats venant de différents corps d'armée. Chacun a reçu un des quatre symbiotes qui constituaient le héros Hybrid.
Lorsque le maniaque Carnage isola la ville de Doverton dans le Colorado, un petit groupe de Vengeurs fut envoyé éliminer la menace. Mais le symbiote de Kasady, s'étant nourri d'un troupeau entier, contrôlait toute la ville et il réussit à capturer Captain America, la Chose, Wolverine et Œil-de-Faucon. Spider-Man réussit à s'échapper et se réfugia avec d'autres rescapés.
Le gouvernement déploya alors l'équipe Mercury et Tanis Nieves, une ancienne hôte du symbiote Carnage. Le super-vilain fut finalement vaincu par l'agent Venom.

## Composition de l'équipe
- Maître Marcus Simms, du 10e Groupe des Forces Spéciales. Son symbiote (vert) Lasher se greffe sur son chien de combat, développant son odorat à un niveau surhumain. Il peut traquer une cible jusqu'à 700 km environ. Le symbiote altère aussi la physiologie de l'animal, pour développer des crocs plus longs et acérées, et des ergots tranchants.Le symbiote relie maître et animal par un cordon souple, connectant les deux esprits.
- Lieutenant James Murphy, des Navy SEAL. Son symbiote (violet) Agony supprime le poids de ce qu'il tient, lui permettant ainsi de transporter des armes lourdes ou encombrantes. Le poids annulé peut aller jusqu'à 500 kg.
- Lieutenant Rico Axelson, des Navy SEAL. Son symbiote (ambré) Phage donne une coordination et une acuité visuelle hors-du-commun, supprimant aussi la force de recul. Avec un fusil de sniper, il peut toucher la tête d'une cible placée à 2400 m.
- Maître Howard Ogden, du MARSOC. Son symbiote (argenté) Riot recouvre le soldat pour le rendre invisible et s'étend pour lui permettre de s'agripper à toute paroi, même les plafonds. Il lui donne aussi une rapidité et des réflexes améliorés.
- Docteur Tanis Nieves, qui possède le symbiote nommé Scorn capable de fusionner avec la technologie.